# Kilamba Kiaxi
Kilamba Kiaxi ist ein Kreis in der angolanischen Metropolregion Luanda. In Kimbundu, der afrikanischen Sprache dieses Teils Angolas, bedeutet der Name, „Land (Kiaxi) des Kilamba“.

## Verwaltung
Sie war eine von neun Kreisen (Municípios), aus denen sich die Metropolitanregion von Luanda zusammensetzte. Nach 2011 wurden eine Reihe Änderungen in der Verwaltungsgliederung vorgenommen. Vorübergehend war Kilamba Kiaxi eine Gemeinde (Comuna) des Kreises (Município) Luanda, in der Provinz Luanda. Im November 2016 hat Kilamba Kiaxi wieder den Status eines Município erlangt.
Kilamba Kiaxi hat 64,1 Quadratkilometer und über 1.560.000 Einwohner. Im Westen grenzt es an die Gemeinden Samba und Maianga, im Osten an die Stadt Viana sowie im Süden an den neuen Stadtteil Kilamba und den Fluss Kwanza. Der Kreis umfasst außerdem die Stadtbezirke Golfe, Palanca, Sapú und Nova Vida.

## Infrastruktur
In den älteren Ortsteilen mangelt es an der Wasser- und Stromversorgung, von der die Hälfte der Einwohner betroffen sind, und die Kriminalität ist hoch. Hier befindet sich aber auch das modernste 5-Sterne Ritz-Hotel des Landes. Auf ehemaligem Gemeindegebiet wurde zwischen 2008 und 2011 die neue Gemeinde Kilamba errichtet, ein Städtebauprojekt mit 750 Wohnhäusern. Es wurde von der chinesischen Firma China International Trust and Investment Corporation (CITIC) für 3,5 Milliarden US-Dollar gebaut, in dem rund 500.000 Menschen leben sollen. Der Staat liefert im Gegenzug Erdöl an China. Allerdings standen die meisten Wohnungen 2012 noch leer, da sich keine Käufer fanden. Sie wurden für die Mittelschicht gebaut, die aber in Angola fast gar nicht existiert. Von den 20.000 Wohnungskäufern liegt im Jahr 2019 die Hälfte mit ihren Ratenzahlungen im Rückstand.

## Bildung
Im Jahr 2019 gibt es im Município für die geschätzten 1,56 Millionen Einwohner 384 Bildungseinrichtungen, darunter 35 öffentliche. Aufgrund fehlender Schulen blieben im Kreis 25.000 Schüler außerhalb des Schulsystems. In Kilamba Kiaxi befinden sich die Universidade Técnica de Angola, die Katholische Universität von Angola sowie das Instituto Médio de Economia do Kilamba Kiaxi.